# Pont de Sant Martí (l'Esquirol)
El Pont de Sant Martí és una obra de l'Esquirol (Osona) inclosa a l'Inventari del Patrimoni Arquitectònic de Catalunya.

## Descripció
Pont d'un sol arc rebaixat, sobre la riera de Sant Martí, afluent per la dreta de la riera de les gorgues.
El pont de les Gorgues o de Sant Martí es troba a l'antiga Strata Francisca, prop del salt del Cabrit, sobre la riera de Sant Martí i a tocar del Mas les Gorgues. Aquest pont és estratègic ja que es troba a la confluència de dos camins.
El pont és de pedra, d'un arc i li falten les baranes, en realitat són dos ponts, un al costat de l'altre: el que dona al costat de ponent és el més antic (segle XVII) i el de llevant el més nou (segle xix). Sembla que aquest fet és degut al fet que el pont original estava malmès i amb la construcció del segon pont es consolidés l'estructura i es millorés l'amplada.
Aquest pont acollia el transit de la ruta Barcelona - Vic - Olot, a més de la vall de Sau, en direcció a Sant Martí Sescorts, Manlleu i Torelló.
El Camí Ral de Vic a Olot era la única arteria on feien curs tots els camins de poblats i pagesies per tal d'arribar a les comarques veïnes.
(Text procedent del POUM)